# Ségur (Dropt)
Der Ségur ist ein kleiner Fluss im Südwesten von Frankreich, der im Département Gironde der Region Nouvelle-Aquitaine südöstlich der Stadt Bordeaux im Weinanbaugebiet Entre deux mers verläuft.

## Geographie

### Verlauf
Der Ségur entspringt unter dem Namen Ruisseau de Doulens einem kleinen See im nördlichen Gemeindegebiet von Saint-Ferme, verläuft generell Richtung Südwest und mündet nach insgesamt rund 15 Kilometern an der Gemeindegrenze von Saint-Martin-de-Lerm und Loubens als rechter Nebenfluss in den Dropt.

### Orte am Fluss
(Reihenfolge in Fließrichtung)
- Les Gentis, Gemeinde Saint-Ferme
- Les Grenons, Gemeinde Auriolles
- Les Naux, Gemeinde Saint-Ferme
- Doulens, Gemeinde Cazaugitat
- Martineau, Gemeinde Caumont
- Castelmoron-d’Albret
- Guyon, Gemeinde Rimons
- Rivard, Gemeinde Saint-Martin-du-Puy
- Landerrouet-sur-Ségur
- Le Rayot, Gemeinde Saint-Martin-de-Lerm
- Moulin de Loubens, Gemeinde Loubens

## Sehenswürdigkeiten
An der Flussmündung erreicht der Ségur die Wehrmühle von Loubens mit Ursprüngen aus dem 14. Jahrhundert, die als Monument historique ausgewiesen ist.